# Ravnedalen
Ravnedalen er en park i den norske by Kristiansand, anlagt efter initiativ af general Joseph Frantz Oscar Wergeland i 1870'erne; stedets kafé hedder derfor Generalen. Ravnedalen ligger i bydelen Grim, nærmere bestemt Grimsmyra (= Grimsmosen), med turområdet Baneheia som nærmeste nabo.
Ravnedalen var tidligere forlægning for omkring 1.200 soldater, og den gang kaldet Grimsmoen (= Grimsheden). I 1860'erne fremkom planer om at anlægge en skydebane i dalen, men generalen, bror til Henrik Wergeland og Camilla Collett, kaldte det en "helligbrøde": "Dette område egner sig så aldeles fortræffeligt til et lystanlæg". I 1872 ansøgte Byselskabet derfor Christiansands Sparebank om midler til et parkanlæg i Ravnedalen, og i perioden 1874-78 blev det anlagt af soldater.
Den har opnået status som et kulturelt samlingssted, som følge af årlige kulturelle arrangementer med musik og teater. Her ses også et af Norges største grantræer, plantet i 1875.
Et af mange arrangementer er det årlige musik- og teaterstykke "Elverhøy", skrevet af sangeren og skuespillerinden Helene Bøksle.
Ravnedalen er meget brugt til familie udflugter eller picnic, og har et årligt program med mange koncerter i sommertiden.

## Eksterne Henvisninger
- Ravnedalen, Hjemmeside
- General Wergeland og Ravnedalen Arkiveret 24. juli 2011 hos  Wayback Machine
- Væltet kæmpegran

58°09′20″N 7°58′23″Ø / 58.155603°N 7.973113°Ø